# Murrurundi
Murrurundi est un village australien situé dans le comté du Haut-Hunter en Nouvelle-Galles du Sud.

## Géographie
Murrurundi est situé dans la vallée de l'Hunter à l'est de la Nouvelle-Galles du Sud, à 300 km au nord de Sydney et à 190 km au nord-ouest de Newcastle. Le village est arrosé par la rivière Pages, un affluent de l'Hunter, et dominé par les monts de Liverpool.
Il est traversé par la New England Highway et desservi par une gare ferroviaire sur la ligne entre Armidale et Sydney.

## Démographie
La population s'élevait à 847 habitants en 2011 et à 1 038 habitants en 2016.